# Petrocheles spinosus
Petrocheles spinosus är en kräftdjursart som först beskrevs av Edward John Miers 1876.
Petrocheles spinosus ingår i släktet Petrocheles och familjen porslinskrabbor. Inga underarter finns listade i Catalogue of Life.